# Rosalia Lombardo

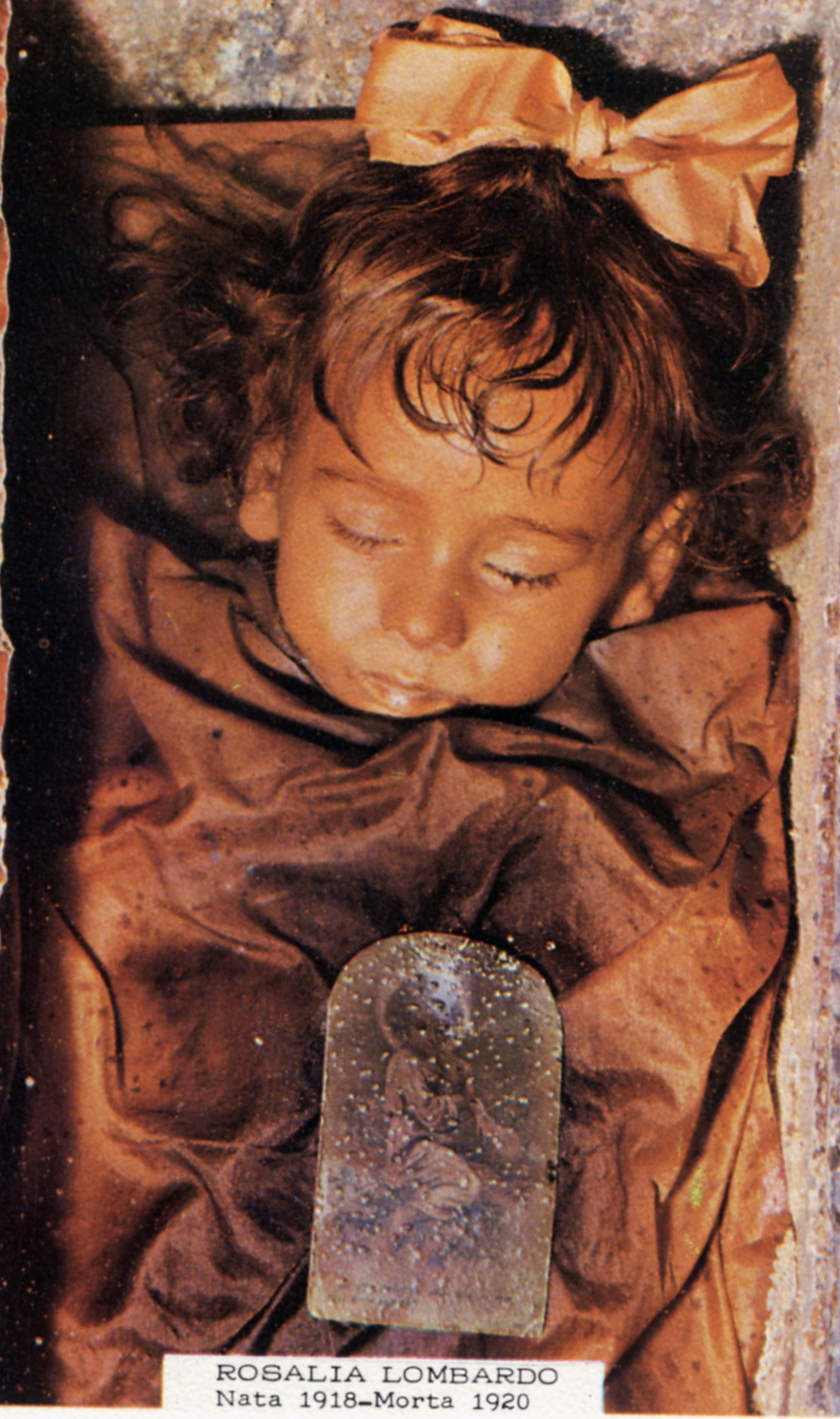
Rosalia Lombardo

Rosalia Lombardo (* 13. Dezember 1918 in Palermo, Italien; † 6. Dezember 1920 ebenda) war ein italienisches Kind, dessen Mumie sich im Gruftgewölbe des Kapuzinerkonvents in Palermo befindet.
Rosalia war die Tochter des Generals Mario Lombardo und starb eine Woche vor ihrem zweiten Geburtstag an der Spanischen Grippe.
Das Mikroklima in der Kapuzinergruft sorgt dafür, dass Leichen außergewöhnlich gut erhalten bleiben. Die Bestattungen in der Palermitaner Kapuzinergruft wurden offiziell 1881 eingestellt; die Nachbestattung der kleinen Rosalia ist einer von wenigen Ausnahmefällen.
Zusätzlich beauftragte General Lombardo den Chemiker Alfredo Salafia, den Körper seiner verstorbenen Tochter vor dem Verfall zu bewahren. Die lange Zeit unbekannte Konservierungsmethode hat eine der besterhaltenen Mumien der Welt hervorgebracht. Bis heute sind selbst feinste Härchen zu erkennen. Allerdings ist nur der Kopf zu sehen; der Rest des Körpers ist unter einer Art Wachstuch verborgen. Jahrzehntelang wurde vermutet, dass Salafia ein Nitrat-/Nitrit-Gemisch in die Venen des toten Kindes injizierte und die Hohlräume mit Wachs ausstopfte, um die rundlichen Formen des Gesichts zu bewahren. Nach Berichten von Forschern im März 2009 wurde jedoch ein Teil Glycerin, ein Teil Formaldehyd, angereichert mit Zinksulfat und Chloriden, dazu ein dritter Teil Alkohollösung mit Salicylsäure zur Konservierung verwendet. Diese Informationen wurden bei Salafias Nachlass in einem Manuskript mit dem Titel Nuovo metodo speciale per la conservazione del cadavere umano intero allo stato permanentemente fresco entdeckt.

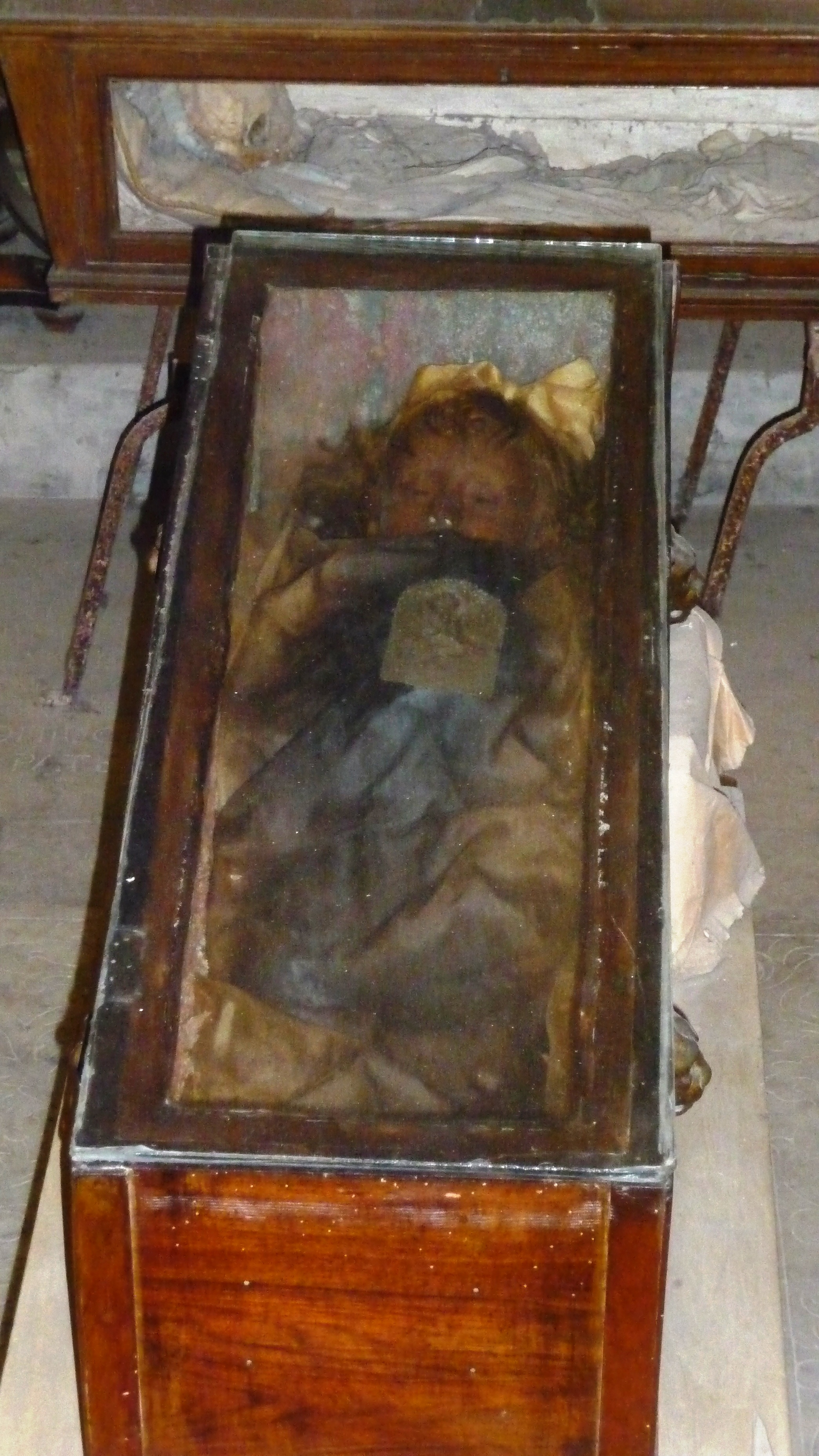
Sarg Rosalia Lombardos im März 2011
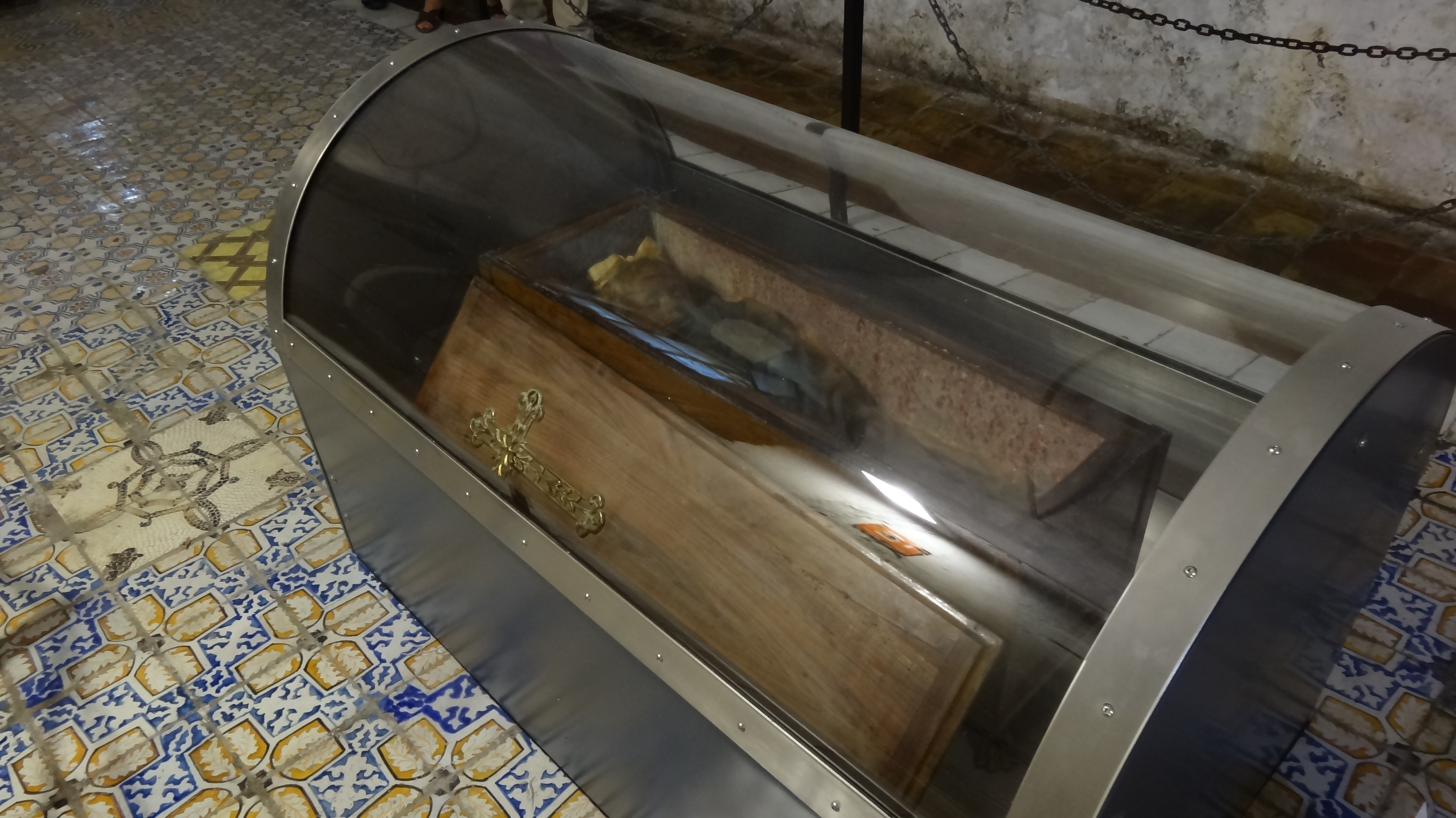
Neuer Glassarg Rosalia Lombardos im Mai 2012

## Rezeption
Das deutsche Metal-Projekt Under The Night Sky veröffentlichte am 22. Dezember 2021 eine EP namens Rosalia (1918–1920).